# Lygodactylus angolensis
Lygodactylus angolensis este o specie de șopârle din genul Lygodactylus, familia Gekkonidae, descrisă de Bocage 1896. Conform Catalogue of Life specia Lygodactylus angolensis nu are subspecii cunoscute.